# Skonto-Halle
Die Skonto-Halle (lettisch Skonto halle; auch: Skonto Arena) ist eine Mehrzweckhalle in der lettischen Hauptstadt Riga. Die Halle wird hauptsächlich für Eishockey und Basketball genutzt.

## Geschichte
Die Halle wurde ursprünglich 1996 eröffnet und bietet 6500 Zuschauern Platz. Anlässlich der Eishockey-Weltmeisterschaft 2006, die in Lettland stattfand, wurde die Halle komplett renoviert und schließlich 2006 neu eröffnet. Die Tribünen bestehen seitdem jeweils aus einem Rang, wobei die Haupttribüne eine Ausnahme darstellt, da sie die Reporterplätze und Logen beherbergt.
Die Arena war die Heimat des Basketballvereins BK Skonto Riga, daneben wird sie aber auch als Konferenz- und Kongresszentrum verwendet. Neben den Sportveranstaltungen wurde 2003 der Eurovision Song Contest in der Arena ausgetragen. 2013 stand sie zusammen mit dem Skonto-Stadion zum Verkauf.